# Henry Allingham

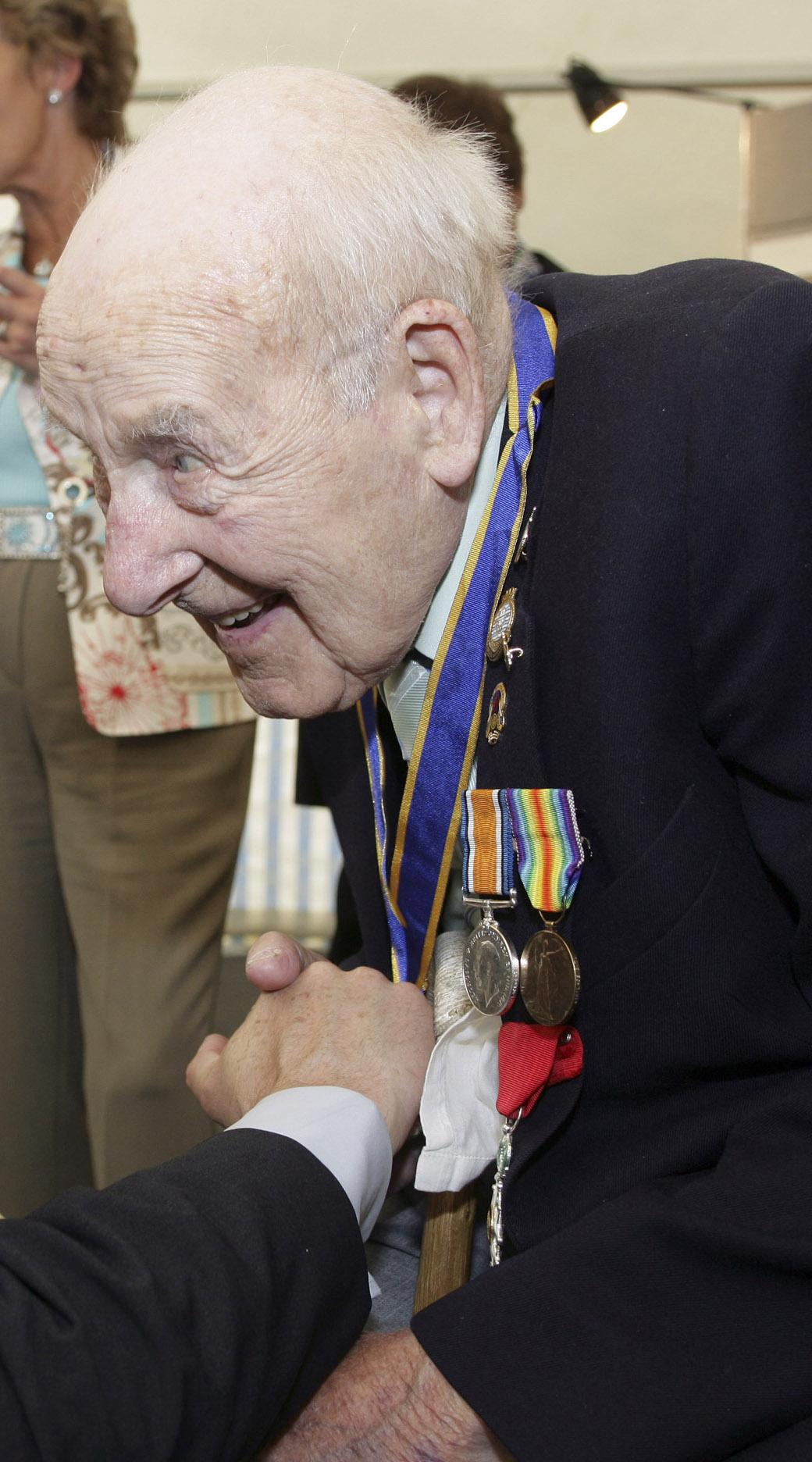
Henry Allingham (2006)

Henry William Allingham (* 6. Juni 1896 in London; † 18. Juli 2009 in Brighton, East Sussex) war ein britischer Soldat. 
Er war einer der letzten überlebenden Kriegsteilnehmer des Ersten Weltkrieges sowie das am längsten lebende Mitglied der britischen Streitkräfte. Er war Supercentenarian und wurde 113 Jahre und 42 Tage alt. Am 29. März 2009 wurde Allingham der älteste britische Mann aller Zeiten vor dem 1990 verstorbenen Waliser John Evans. Seit dem Tod des Japaners Tomoji Tanabe (1895–2009) galt Allingham als ältester lebender Mann weltweit. Er war der letzte Überlebende der Skagerrakschlacht und eines der ersten Mitglieder der Royal Air Force (RAF).

## Leben
Allingham wurde nordöstlich des Londoner Stadtzentrums in Upper Clapton geboren. Sein Vater starb bereits vierzehn Monate später. So wurde er von seiner Mutter und den Großeltern großgezogen. Er besuchte in London die Grundschule und begann anschließend die Lehre als Chirurgieinstrumentenerzeuger. Die Arbeit interessierte ihn wenig, so dass er anschließend in eine Auto-Karosseriewerkstatt wechselte.
Bei Kriegsausbruch 1914 wollte er zum Erfolg beitragen, doch die Pflege der schwerkranken Mutter verhinderte zunächst seine Meldung als Freiwilliger. Nach ihrem Tod meldete sich Allingham beim Royal Naval Air Service (RNAS). Am 21. September 1915 wurde er aufgenommen und zunächst in Chingford stationiert, bevor er in Sheerness seine Grundausbildung erhielt.

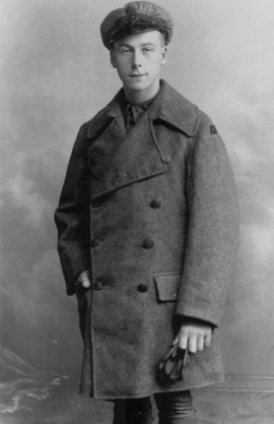
Allingham in RNAS-Uniform mit 20 Jahren

Nach Abschluss seiner Ausbildung wurde Allingham zum RNAS-Luftwaffenstützpunkt in Great Yarmouth versetzt, wo er als Flugzeugmechaniker arbeitete. Am 13. April 1916 inspizierte König George V. den Luftwaffenstützpunkt und die Flugzeuge. Allingham war sehr enttäuscht, dass sich der König in dem Moment umdrehte und ging, als er ihn ansprechen wollte. Später war Allingham auch in Bacton in Norfolk eingesetzt, wo Nachtflüge durchgeführt wurden. Er wurde in der Skagerrakschlacht und später in Frankreich eingesetzt.
Nach dem Ersten Weltkrieg kehrte Allingham im Februar 1919 nach Hause zurück und wurde formal am 16. April 1919 aus dem Militärdienst entlassen.
Bereits im Jahr zuvor hatte Allingham Dorothy Cator kennengelernt, die er jetzt heiratete. 1960 zogen sie nach Eastbourne um. Aus der 51 Jahre dauernden Ehe gingen zwei Töchter hervor. Am Ende seines Lebens hatte Allingham sechs Enkel, 12 Urenkel, 14 Ururenkel und einen Urururenkel, die alle bis auf einen in den USA lebten.

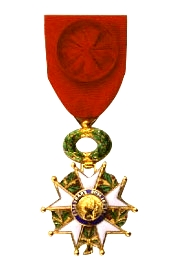
Der Officier Légion d'honneur. Diesen Orden erhielt Allingham 2009.

Im Alter von 108 Jahren konnte Henry Allingham noch selbständig gehen, erst anschließend war er auf einen Rollstuhl angewiesen. So gebrechlich, wie er physisch inzwischen war, mental war er nach wie vor in guter Verfassung; er konnte sich noch an Ereignisse erinnern, die über 100 Jahre zurücklagen.
Henry Allingham erhielt in seinem langen Leben eine Reihe von Auszeichnungen. So wurde dem Veteranen am 4. August 2004 die Gold Medal of Saint-Omer verliehen. Sein zweithöchster Orden ist die höchste militärische Ehrung, die Frankreich vergibt, der Légion d’honneur: 2003 wurde Allingham zum chevalier, 2009 zum officier der Ehrenlegion ernannt.  Am 18. Juli 2009 verstarb Allingham im Alter von 113 Jahren in Brighton, East Sussex.